# 1851年逝世人物列表
1851年逝世人物列表：1月 - 2月 - 3月 - 4月 - 5月 - 6月 - 7月 - 8月 - 9月 - 10月 - 11月 - 12月
下面是1851年逝世的知名人士列表。

## 1月

### 10日
- 卡爾·弗賴赫爾·馮·穆夫林，普魯士陸軍元帥

### 19日
- 埃斯特萬·埃切維里亞，阿根廷詩人、作家

### 21日
- 阿尔伯特·洛尔青，德國作曲家

### 23日
- 達爾梅尼勛爵阿奇博爾德·普里姆羅斯，蘇格蘭政治家

### 27日
- 约翰·詹姆斯·奥杜邦，法裔美國博物學家、插畫家

### 31日
- 大衛·斯潘格勒·考夫曼，德克薩斯州國會議員

## 2月

### 1日
- 玛丽·雪莱，英國作家

### 3日
- 本傑明·威廉姆斯·克朗寧希爾德，馬薩諸塞州國會議員，美國海軍部長

### 18日
- 卡爾·古斯塔夫·雅各·雅各比，德國數學家

### 23日
- 喬安娜·貝利，蘇格蘭詩人、戲劇家

### 28日
- 紀堯姆·多德·德拉布魯內里，法國元帥

## 3月

### 4日
- 亨利·史密斯，德克薩斯州州長

### 9日
- 漢斯·克利斯蒂安·厄斯特德，丹麥科學家

## 4月

### 2日
- 暹羅國王拉玛三世

### 15日
- 安德列斯·金塔納·羅奧，墨西哥政治家和律師，萊昂娜·維卡里奧的丈夫[1]

### 25日
- Mor Sæther，挪威草藥師

## 5月

### 13日
- 巴伐利亞奧古斯塔公主，洛伊希滕貝格公爵夫人

### 14日
- 曼努埃尔·戈麦斯·佩德拉萨，墨西哥第六任總統，1832-1833年[2]

### 22日
- 末底改·曼努埃爾·諾亞，美國作家、記者

## 6月

### 9日
- 約翰·布朗·魯斯沃姆，美洲裔利比里亞記者，馬里蘭州非洲共和國州長[3]

### 10日
- 羅伯特·鄧達斯，第二代梅爾維爾子爵，英國政治家

## 7月

### 10日
- 路易·达盖尔，法國藝術家、化學家

### 17日
- 羅傑·謝夫，英國將軍

## 8月

### 8日
- 詹姆斯·布羅德伍德，英國鋼琴製造商

### 24日
- 詹姆斯·麦克卢尔，美國政治家

## 9月

### 10日
- 湯瑪斯·霍普金斯·加勞德特，美國教育家

### 11日
- 西爾維斯特·格雷厄姆，美國營養學家、發明家

### 14日
- 詹姆斯·菲尼莫尔·库珀，美國作家

## 10月

### 4日
- 曼努埃尔·戈多伊，西班牙政治家

### 19日
- 法國皇家瑪麗·泰雷茲夫人

### 25日
- 喬治·普利奇諾，馬爾他畫家和建築師

### 31日
- 彼得二世·彼得罗维奇-涅戈什，黑山政治家、宗教領袖和詩人

## 11月

### 26日
- 让·德迪厄·苏尔特，法國元帥、政治家

## 12月

### 19日
- J. M. W. Turner，英國藝術家
- Karl Drais，德國發明家

## 日期不詳
- 古斯塔夫瓦·林德斯科格，瑞典運動員